# Nico Ney
Nico Ney (* 19. August 1956 in Luxemburg) ist ein luxemburgischer ehemaliger Radrennfahrer und nationaler Meister im Radsport.

## Sportliche Laufbahn
Er begann mit dem Radsport im Verein La Pédale 1907 Schifflange und startete später für die Vereine CC Dudelange, VC Dommeldange und UC Dippach. Ney gewann seinen ersten Titel in der nationalen Meisterschaft im Straßenrennen der Débutants 1972. 1975 siegte er im Meisterschaftsrennen der Junioren. In der Saison 1979 konnte er sich bei den Amateuren den Titel vor Eugène Urbany sichern. 1981 wurde er nochmals Titelträger, als er das Meisterschaftsrennen vor Conny Neiertz gewann. 1981 siegte er im Rennen Grand Prix Francois Faber vor José Da Silva.
Auch im Querfeldeinrennen war Ney erfolgreich. In den Jahren 1977, 1982 und 1984 wurde er jeweils Meister der Amateure.